# Matthew Beovich
Matthew Beovich (Carlton, Australia, 1 de abril de 1896-Adelaida, Australia, 24 de octubre de 1981) fue un sacerdote católico y arzobispo australiano quien ocupó el cargo de VIII arzobispo de la Arquidiócesis de Adelaida de 1939 a 1971, pasando a servir después como arzobispo emérito de la misma hasta el día de su fallecimiento.